# 神山運輸
神山運輸株式会社（こうやまうんゆ）は、愛媛県伊予郡松前町に本社を置く日本の陸運会社である。愛媛県･香川県･大阪府に低温物流センターを保有し、冷凍輸送や量販店向け配送などを行っている。大和ハウス工業の完全子会社。キャッチコピーは『-30℃ Freezing Express』。 

## 事業所
- 本部･松山営業所低温物流センター - 愛媛県伊予郡松前町大字北川原字塩屋西2054
- 重信営業所 - 愛媛県東温市北野田字平松407-1
- 南港低温物流センター - 大阪府大阪市住之江区南港南3丁目12-5
- 香川営業所低温物流センター - 香川県坂出市江尻町字本条新田1番116

## 沿革
- 1962年3月 - 神山運送店として創業。
- 1967年9月 - 「神山運輸株式会社」設立。
- 1975年7月 - 重信営業所を開設。
- 1987年12月 - 松山営業所を開設。
- 2001年3月 - ローソン愛媛CDCセンターを開設
- 2002年7月 - 大阪南港物流センターを開設。
- 2006年5月 - 香川第一物流センターを開設。
- 2010年5月 - 香川第二物流センターを開設。
- 2012年1月 - 松山新センターを開設。
- 2015年10月 - スーパーセブンスター東温物流センターを開設。
- 2022年9月 -　簡易株式交換により大和ハウス工業の完全子会社となる[1][2]。